# Граф Гейґ
Граф Гейґ — титул перства Сполученого Королівства. Він був створений у 1919 році для фельдмаршала сера Дугласа Гейґа. Під час Першої світової війни він служив командувачем британського експедиційного корпусу на Західному фронті у Франції та Бельгії (1915–1918). Гейґ отримав титул віконта Давіка та барона Гейґа з Бемерсайду в графстві Бервік, тоді ж він отримав титул графа, також у статусі перства Сполученого Королівства  Віконтство Давіка використовується як титул ввічливості Син графа і спадкоємець. Станом на  2022 титули носить онук першого графа, третій граф, який змінив свого батька в 2009 році.
Місцем проживання сім'ї є Бімерсайд-Гауз, поблизу Ньютаун-Сент-Босвеллса, Роксбурґшир.
Сімейний девіз - "Тайд, що може", який посилається на поему 13-го століття Томаса Раймера, яка передбачала, що в Бемерсайді завжди буде Гейґ:
'Tyde what may betyde
Haig shall be Haig of Bemersyde'.

## Лерди з Бемерсайду (бл. 1150)
Зазначені дати вказують на період володіння відповідними Лердами. 
- Пітер де Гаґа, 1-й Бемерсайд (бл. 1150–1200)
- Пітер де Гаґа, 2-й з Бемерсайд (бл. 1200–28)
- Генрі де Гаґа, 3-й Бемерсайд (бл. 1228–40)
- Пітер де Гаґа, 4-й Бемерсайд (бл. 1240–80)
- Джон де Гаґа, 5-й Бемерсайд (бл. 1280–1326)
- Пітер де Гаґа, 6-й з Бемерсайд (бл. 1326–33)
- Генрі де Гаґа, 7-й Бемерсайд (1333–68)
- Джон де Гаґа, 8-й Бемерсайд (1368–88)
- Сер Ендрю Гейґ, 9-й Бемерсайд (1388–1414)
- Джон Гейґ, 10-й Бемерсайд (1414–36)
- Ґілберт Гейґ, 11-й Бемерсайд (1436–58)
- Джеймс Гейґ, 12-й Бемерсайд (1458–90)
- Вільям Гейґ, 13-й Бемерсайд (1490–1513)
- Роберт Гейґ, 14-й Бемерсайд (1513–54)
- Ендрю Гейґ, 15-й Бемерсайд (1554–83)
- Роберт Гейґ, 16-й Бемерсайд (1583–1602)
- Джеймс Гейґ, 17-й Бемерсайд (1602–1919)
- Ендрю Гейґ, 18-й Бемерсайд (1620–27)
- Вільям Гейґ, 19-й Бемерсайд (1627–36)
- Девід Гейґ, 20-й Бемерсайд (1636–54)
- Ентоні Гейґ, 21-й Бемерсайд (1654–1712)
- Зерабейбел Гейґ, 22-й Бемерсайд (1712–32)
- Джеймс Ентоні Гейґ, 23-й Бемерсайд (1732–90)
- Джеймс Зерабейбел Гейґ, 24-й Бемерсайд (1790–1840)
- Джеймс Гейґ, 25-й Бемерсайд (1840–54)
- Барбара Гейґ, 26-а Бемерсайд (1854–73)
- Софія Гейґ, 27-ма Бемерсайд (1873–78)
- підполковник Артур Бальфур Гейґ, CMG, CVO, JP, 28-й Бемерсайд (1878–1921)

## Графи Гейґ (1919)
- Дуглас Гейґ, 1-й граф Гейґ, 29-й Бемерсайд (1861–1928)
- Джордж Александр Юджин Даґлас Гейґ, 2-й граф Гейґ, 30-й Бемерсайд (1918–2009)
- Александр Даґлас Деррік Гейґ, 3-й граф Гейґ, 31-й Бемерсайд (нар. 1961)

## Нинішні пери
Александр Даґлас Деррік Гейґ, 3-й граф Гейґ (народився 30 червня 1961) — єдиний син 2-го графа та його дружини Адрієни Терези Морлі. У нього є дві старші сестри, леді Адрієнна (1958 р.н.) і леді Елізабет (1959 р.н.). Між 1961 і 2009 роками він називався віконтом Давіком і здобув освіту в школі Стов.
У 2003 році він жив на Третій фермі, Мелроуз, Роксбургшир. Після смерті свого батька 9 липня 2009 року він став наступником перів і став вождем клану Гейґ. Місцем проживання сім’ї є Бімерсайд-Гауз, поблизу Ньютаун-Сент-Босвеллса, Роксбурґшир. 
У 2003 році Гейґ одружився з Джейн Ґрассік, дочці Дональда Маккомбі Ґрассіка. Немає спадкоємців перства.